# Voskresenske, Pereiaslav-Hmelnițki
Voskresenske (în ucraineană Воскресенське) este un sat în comuna Mala Karatul din raionul Pereiaslav-Hmelnițki, regiunea Kiev, Ucraina.

## Demografie
Componența lingvistică a localității Voskresenske
     Ucraineană (94,58%)
     Rusă (5,42%)
Conform recensământului din 2001, majoritatea populației localității Voskresenske era vorbitoare de ucraineană (94,58%), existând în minoritate și vorbitori de rusă (5,42%).